# 上沢沙織
上沢 沙織（かみさわ さおり、2001年12月18日 - ）は、日本の女子バレーボール選手。

## 来歴
青森県八戸市出身。小学4年生のとき、TVを見たことをきっかけにバレーボールを始めた。
2019/20シーズン、日立リヴァーレ（現・Astemoリヴァーレ茨城）への入団が内定した。2020年、高校卒業後に、日立リヴァーレに入団した。
入団1シーズン目となる2020/21シーズン、V1女子の試合に出場し、V.LEAGUEデビューを果たした。
2021年、背番号が「20」から「4」に変更された。
2022年11月5日、2022-23 V.LEAGUE DIVISION1 WOMENが開幕したばかりであったが、日立Astemoリヴァーレを退部すると発表された。
2023年、2023-24シーズンに向けて、V2女子に所属するGSS東京サンビームズ（現・東京サンビームズ）に入団した。
2024年、GSSを退団。4月にVリーグの自由交渉リストに記載された。8月にリガーレ仙台への入団が発表された。2024-25シーズンではチームのプレーオフ進出に貢献し、トップブロッカーとベスト6を受賞した。

## 所属チーム
- 八戸市立小中野小学校[1]
- 八戸市立小中野中学校[1]
- 古川学園高等学校
- 日立Astemoリヴァーレ（2020-2022年）
- GSS東京サンビームズ（2023-2024年）
- リガーレ仙台（2024年-）

## 受賞歴
- 2025年 - 2024-25 V.LEAGUE WOMEN トップブロッカー・レギュラーシーズンベスト6

## 個人成績
V.LEAGUEの個人成績は下記の通り。
| 大会        | チーム      | 出場     | 出場        | アタック | アタック | アタック | アタック | バックアタック | バックアタック | バックアタック | バックアタック | アタック 決定本数 | ブロック | ブロック       | サーブ | サーブ         | サーブ   | サーブ | サーブ | サーブ   | サーブレシーブ | サーブレシーブ | サーブレシーブ | サーブレシーブ | 総得点      | 総得点      | 総得点   | 総得点      |
| ----------- | ----------- | -------- | ----------- | -------- | -------- | -------- | -------- | -------------- | -------------- | -------------- | -------------- | ----------------- | -------- | -------------- | ------ | -------------- | -------- | ------ | ------ | -------- | -------------- | -------------- | -------------- | -------------- | ----------- | ----------- | -------- | ----------- |
| 大会        | チーム      | 試 合 数 | セ ッ ト 数 | 打 数    | 得 点    | 失 点    | 決 定 率 | 打 数          | 得 点          | 失 点          | 決 定 率       | セ ッ ト 平 均    | 得 点    | セ ッ ト 平 均 | 打 数  | ノ 丨 タ ッ チ | エ 丨 ス | 失 点  | 効 果  | 効 果 率 | 受 数          | 成 功 ・ 優    | 成 功 ・ 良    | 成 功 率       | ア タ ッ ク | ブ ロ ッ ク | サ 丨 ブ | 得 点 合 計 |
| V1 2020-21  | 日立        | 4        | 6           | 9        | 3        | 1        | 33.3     | 0              | 0              | 0              | -              | 0.50              | 0        | -              | 5      | 0              | 0        | 0      | 1      | 5.0      | 0              | 0              | 0              | -              | 3           | 0           | 0        | 3           |
| 通算：1大会 | 通算：1大会 | 4        | 6           | 9        | 3        | 1        | 33.3     | 0              | 0              | 0              | -              | 0.50              | 0        | -              | 5      | 0              | 0        | 0      | 1      | 5.0      | 0              | 0              | 0              | -              | 3           | 0           | 0        | 3           |